# Щёкинский район

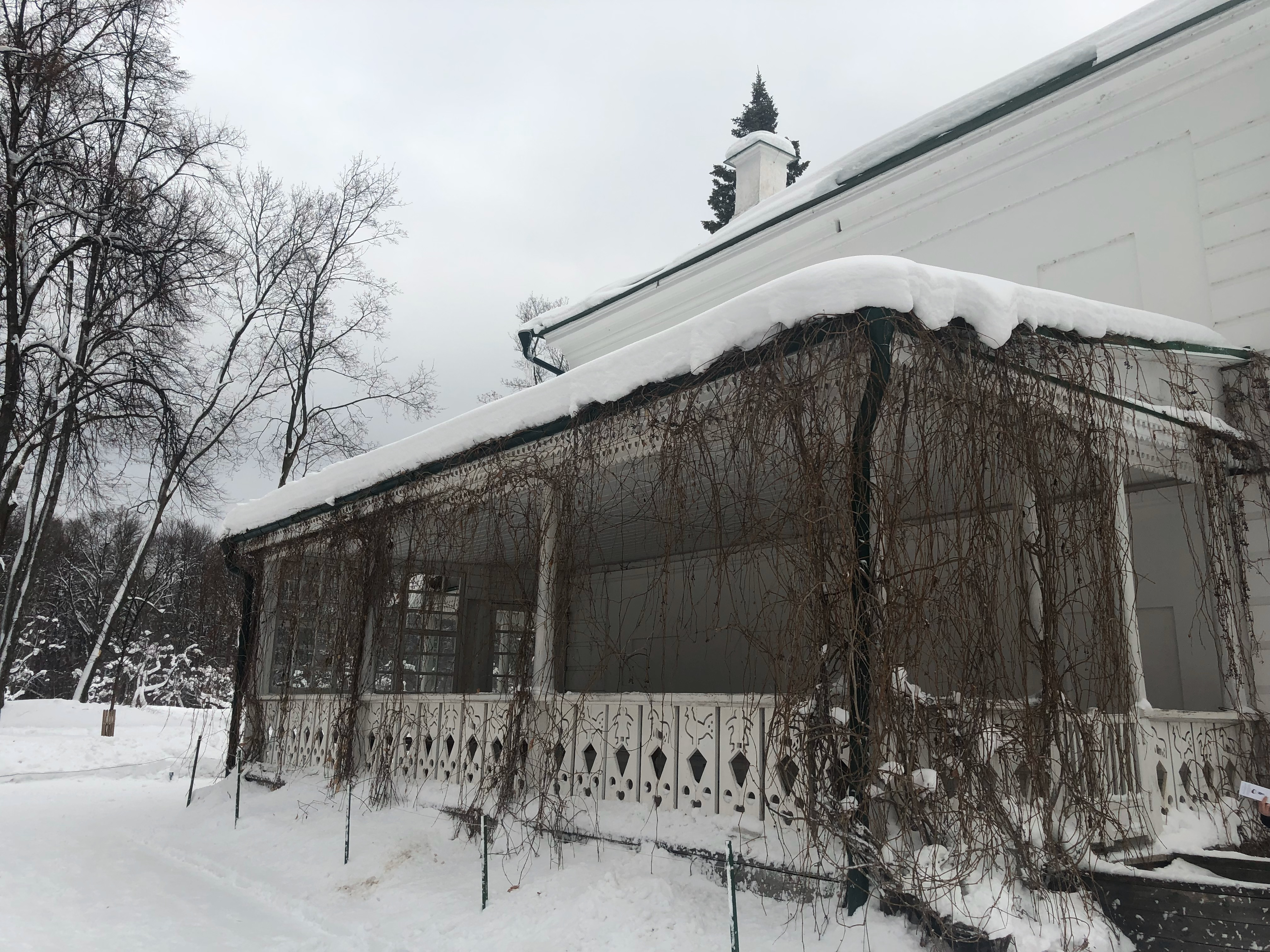
Ясная Поляна

Щёкинский райо́н — административно-территориальная единица (район) и муниципальное образование (муниципальный район) в Тульской области России.
Административный центр — город Щёкино.

## География
Расположен в центральной части Тульской области. Занимает площадь 1393 км² (или 5 % территории области). Щёкинский район является крупным промышленным районом Тульской области.
По району протекают реки: Упа, Плава, Солова, Крапивенка, Малынь, Холохольня, Деготня, Невежа, Камушки, Малаховка, Воздремок. Из-за небольших уклонов течение рек сравнительно спокойное.
Имеются озёра карстового происхождения и созданные руками человека, а недалеко от города Советска находится крупное искусственное водохранилище. В северо-восточной части района располагаются две карстовые системы.
В районе имеются месторождения бурого угля, железных руд, известняка, песка, соли, глины, обнаружены рудопроявления циркония и стронция. Значительная часть Щёкинского района лежит над мощным солёным пластом морского происхождения. Территория распространения соли находится к северу от линий г. Алексин — с. Крапивна — с. Лазарево — г. Богородицк. Огнеупорные глины обнаружены в районе в 29 местах. Только у с. Мясоедово находятся залежи глин мощностью около 10 метров и с запасом до 5 млн тонн. По огнеупорным свойствам они не уступают лучшим глинам мира.

### Климат
Щёкинский район расположен в центрально-европейской части России в зоне умеренно континентального климата, который характеризуется продолжительной холодной многоснежной зимой и тёплым летом. Безморозный период в среднем продолжается 121−125 дней. Продолжительность отопительного периода в среднем 207 дней. Снежный покров образуется в конце ноября. Устойчивый снежный покров образуется к середине декабря. Наибольшей высоты он достигает в конце февраля. Средняя высота покрова составляет 50-60 см на защищённых участках и 35−45 см — на открытых. Преобладающие ветры юго-западные, среднегодовая скорость ветра 5 м/сек.
Район находится в зоне достаточного увлажнения. Среднегодовая сумма осадков составляет 550—600 мм, 70 % осадков выпадает в теплый период, зимние осадки имеют меньшую интенсивность, но большую продолжительность.

## История
Щёкинский район образован 1 июля 1924 года с центром в п. Новая Колпна в результате районирования в составе Крапивенского уезда Тульской губернии, в августе 1924 года передан в состав Тульского уезда.
12 июля 1929 года после ликвидации губерний район вошёл в состав Тульского округа Московской области.
К началу 1930 года в состав Щёкинского района входили сельсоветы: Афанасьевский, Богучаровский, Верхнегайковский, Головеньковский, Должанский, Житовский, Захаровский, Ивакинский, Иконский, Карамышевский, Кобелевский, Колединский, Костомаровский, Крутицкий, Крюковский, Ломинцевский, Миленинский, Мостовский, Мясоедовский, Николаевский, Новоколпненский, Огаревский, Панинский, Плехановский, Подиваньковский, Подосиновский, Потемкинский, Смирновский, Старовысельский, Тросненский, Фоминский, Щёкинский, Яньковский и Яснополянский.
21 июля 1931 года в Плавский район были переданы Верхнегайковский, Иконский, Старовысельский и Фоминский с/с; в Богородицкий район — Богучаровский, Ивакинский, Кобелевский, Крутицкий и Миленинский с/с; в Тульский район — Должанский, Панинский, Плехановский, Подосиновский и Смирновский с/с. 10 декабря в Плавский район был передан Карамышевский с/с, а в Крапивенский район — Захаровский, Николаевский и Потемкинский с/с.
В 1932 году административный центр Щёкинского района перенесен из селения Новая Колпна в селение Щёкино.
20 октября 1932 года в Дедиловский район были переданы Крюковский, Ломинцевский и Мясоедовский с/с.
20 июля 1933 года был образован р. п. Огарёвка.
7 января 1934 года был образован р. п. Щёкино. 21 июня из Плавского района в Щёкинский был возвращён Карамышевский с/с, из Дедиловского района — Мясоедовский с/с, из Крапивенского района — Николаевский с/с.
21 апреля 1936 года из Дедиловского района в Щёкинский был возвращён Ломинцевский с/с.
С 26 сентября 1937 года Щёкинский район в составе вновь образованной Тульской области.
27 ноября 1938 года рабочий посёлок Щёкино получил статус города районного подчинения.
18 июля 1950 года город Щёкино отнесен к категории городов областного подчинения.
1 августа 1958 года в состав района вошли территории упраздненных Крапивенского и Лазаревского районов.

## Население
| 1959     | 1970     | 1979     | 1989     | 2002     | 2009     | 2010     | 2011     | 2012     |
| -------- | -------- | -------- | -------- | -------- | -------- | -------- | -------- | -------- |
| 102 087  | ↘67 902  | ↘55 712  | ↘48 434  | ↘43 064  | ↗107 763 | ↘106 595 | ↘106 446 | ↗106 511 |
| 2013     | 2014     | 2015     | 2016     | 2017     | 2018     | 2019     | 2020     | 2021     |
| ↗107 343 | ↘107 056 | ↘106 779 | ↘106 137 | ↗106 384 | ↘106 337 | ↘105 608 | ↘104 920 | ↗105 824 |

### Урбанизация
Городское население (города Советск и Щёкино, посёлок городского типа Первомайский) составляет 69,2 % от всего населения района.

### Национальный состав
По итогам переписи населения 2020 года проживали следующие национальности (национальности менее 0,1 % и другое см. в сноске к строке «Другие»):
| Национальность | Численность, чел. | Доля     |
| -------------- | ----------------- | -------- |
| Русские        | 97 392            | 92,03 %  |
| Армяне         | 678               | 0,64 %   |
| Азербайджанцы  | 316               | 0,30 %   |
| Украинцы       | 307               | 0,29 %   |
| Узбеки         | 256               | 0,24 %   |
| Татары         | 232               | 0,22 %   |
| Цыгане         | 201               | 0,19 %   |
| Киргизы        | 192               | 0,18 %   |
| Таджики        | 175               | 0,17 %   |
| Грузины        | 128               | 0,12 %   |
| Немцы          | 111               | 0,10 %   |
| Другие         | 5836              | 5,52 %   |
| Итого          | 105 824           | 100,00 % |

## Территориальное деление
Административно-территориальное устройство
Щёкинский район в рамках административно-территориального устройства включает 2 города районного подчинения, 1 посёлок городского типа и 21 сельскую администрацию:
| №     | Административно-территориальная единица | Код ОКАТО  | Население 2002 (чел.) | Соответствие сельскому поселению |
| ----- | --------------------------------------- | ---------- | --------------------- | -------------------------------- |
| 1e-06 | Города районного подчинения:            |            |                       |                                  |
| 2e-06 | Советск                                 | 70 248 504 |                       |                                  |
| 3e-06 | Щёкино                                  | 70 248 501 |                       |                                  |
| 4e-06 | Посёлки городского типа:                |            |                       |                                  |
| 5e-06 | Первомайский                            | 70 248 567 |                       |                                  |
| 6e-06 | Сельские администрации:                 |            |                       |                                  |
| 1     | Головеньковская сельская администрация  | 70 248 808 | 2029                  | Яснополянское СП                 |
| 2     | Даниловская сельская администрация      | 70 248 812 | 459                   | Крапивенское СП                  |
| 3     | Жердевская сельская администрация       | 70 248 816 | 1092                  | Крапивенское СП                  |
| 4     | Житовская сельская администрация        | 70 248 820 | 2128                  | Огарёвское СП                    |
| 5     | Казначеевская сельская администрация    | 70 248 826 | 478                   | Ломинцевское СП                  |
| 6     | Карамышевская сельская администрация    | 70 248 828 | 2140                  | Лазаревское СП                   |
| 7     | Костомаровская сельская администрация   | 70 248 832 | 5198                  | Огарёвское СП                    |
| 8     | Крапивенская сельская администрация     | 70 248 836 | 2090                  | Крапивенское СП                  |
| 9     | Лазаревская сельская администрация      | 70 248 840 | 3155                  | Лазаревское СП                   |
| 10    | Липовская сельская администрация        | 70 248 864 | 514                   | Лазаревское СП                   |
| 11    | Ломинцевская сельская администрация     | 70 248 842 | 4802                  | Ломинцевское СП                  |
| 12    | Лукинская сельская администрация        | 70 248 844 | 636                   | Лазаревское СП                   |
| 13    | Никольская сельская администрация       | 70 248 852 | 614                   | Крапивенское СП                  |
| 14    | Новоникольская сельская администрация   | 70 248 854 | 401                   | Лазаревское СП                   |
| 15    | Петровская сельская администрация       | 70 248 856 | 458                   | Лазаревское СП                   |
| 16    | Пироговская сельская администрация      | 70 248 860 | 556                   | Лазаревское СП                   |
| 17    | Пришненская сельская администрация      | 70 248 862 | 1163                  | Крапивенское СП                  |
| 18    | Селивановская сельская администрация    | 70 248 866 | 1474                  | Яснополянское СП                 |
| 19    | Сорочинская сельская администрация      | 70 248 868 | 514                   | Лазаревское СП                   |
| 20    | Шевелёвская сельская администрация      | 70 248 848 | 1932                  | Ломинцевское СП                  |
| 21    | Яснополянская сельская администрация    | 70 248 884 | 2461                  | Яснополянское СП                 |

Муниципальное устройство
В муниципальный район, в рамках организации местного самоуправления, входят 8 муниципальных образований, в том числе три городских и пять сельских поселений:
| №        | Муниципальное образование    | Административный центр       | Количество населённых пунктов | Население | Площадь, км2 |
| -------- | ---------------------------- | ---------------------------- | ----------------------------- | --------- | ------------ |
| 1e-06    | Городские поселения:         |                              |                               |           |              |
| 1        | город Советск                | город Советск                | 1                             | ↗7889     | 10,58        |
| 2        | город Щёкино                 | город Щёкино                 | 1                             | ↘55 109   | 14,54        |
| 3        | рабочий посёлок Первомайский | рабочий посёлок Первомайский | 1                             | ↗10 234   | 17,94        |
| 3.000002 | Сельские поселения:          |                              |                               |           |              |
| 4        | Крапивенское                 | село Крапивна                | 55                            | ↗4404     | 410,41       |
| 5        | Лазаревское                  | посёлок Лазарево             | 65                            | ↗8430     | 409,16       |
| 6        | Ломинцевское                 | посёлок Ломинцевский         | 30                            | ↗7248     | 64,92        |
| 7        | Огарёвское                   | посёлок Огарёвка             | 53                            | ↘6592     | 400,69       |
| 8        | Яснополянское                | посёлок Головеньковский      | 45                            | ↗5918     | 271,98       |

В 2006 году в границах района образован муниципальный район, город Щёкино и рабочий посёлок Первомайский, подчинённый администрации города, вошли в его состав как городские поселения. В муниципальном районе в 2006 году были созданы 4 городских и 6 сельских поселений. В 2012 году сельское поселение Головеньковское переименовано в Яснополянское. В 2014 году сельское поселение Костомаровское и городское поселение рабочий посёлок Огарёвка были объединены в новое сельское поселение Огарёвское.

## Населённые пункты
В Щёкинский район входит 251 населённый пункт, в том числе 3 городских и 248 сельских.
| №   | Населённый пункт             | Тип             | Население (чел.) | Муниципальное образование | Сельская администрация |
| --- | ---------------------------- | --------------- | ---------------- | ------------------------- | ---------------------- |
| 1   | Щёкино                       | город           | ↘55 109          | город Щёкино              |                        |
| 2   | Советск                      | город           | ↗7889            | город Советск             |                        |
| 3   | Первомайский                 | рабочий посёлок | ↗10 234          | р. п. Первомайский        |                        |
| 4   | Алимкина                     | посёлок         | ↘434             | Крапивенское              | Жердевская             |
| 5   | Арсеньево                    | деревня         | 4                | Крапивенское              | Никольская             |
| 6   | Архангельское                | село            | 42               | Крапивенское              | Даниловская            |
| 7   | Бегичево                     | деревня         | 45               | Крапивенское              | Костомаровская         |
| 8   | Бегичево                     | деревня         | 4                | Огарёвское                | Пришненская            |
| 9   | Беловы Дворы                 | деревня         | 6                | Огарёвское                | Житовская              |
| 10  | Белогузово                   | деревня         | 7                | Огарёвское                | Житовская              |
| 11  | Богородицкие Дворики         | деревня         | 3                | Лазаревское               | Лукинская              |
| 12  | Болотово                     | деревня         | 6                | Крапивенское              | Никольская             |
| 13  | Большая Браженка             | деревня         | 17               | Яснополянское             | Селивановская          |
| 14  | Большая Кожуховка            | деревня         | 25               | Ломинцевское              | Шевелевская            |
| 15  | Большая Мостовая             | деревня         | ↗114             | Огарёвское                | Житовская              |
| 16  | Большая Тросна               | деревня         | ↘590             | Яснополянское             | Головеньковская        |
| 17  | Большая Хатунка              | деревня         | 14               | Яснополянское             | Селивановская          |
| 18  | Большие Озерки               | деревня         | ↗320             | Огарёвское                | Житовская              |
| 19  | Большое Тризново             | деревня         | 6                | Крапивенское              | Жердевская             |
| 20  | Борисовка                    | деревня         | 2                | Огарёвское                | Костомаровская         |
| 21  | Бродовка                     | деревня         | 1                | Лазаревское               | Лазаревская            |
| 22  | Бухоново                     | деревня         | 10               | Огарёвское                | Костомаровская         |
| 23  | Бухоновский                  | посёлок         | ↘71              | Огарёвское                | Костомаровская         |
| 24  | Веригино                     | деревня         | 4                | Крапивенское              | Никольская             |
| 25  | Верхнее Гайково              | деревня         | ↗116             | Лазаревское               | Лазаревская            |
| 26  | Верхние Суры                 | деревня         | 0                | Огарёвское                | Житовская              |
| 27  | Воздремо                     | деревня         | 67               | Яснополянское             | Головеньковская        |
| 28  | Выгорьково                   | деревня         | 2                | Крапивенское              | Крапивенская           |
| 29  | Головеньки                   | село            | 39               | Яснополянское             | Головеньковская        |
| 30  | Головеньковский              | посёлок         | ↘687             | Яснополянское             | Головеньковская        |
| 31  | Голощапово                   | село            | 53               | Лазаревское               | Лукинская              |
| 32  | Гора Услань                  | деревня         | 19               | Ломинцевское              | Шевелевская            |
| 33  | Городна                      | деревня         | 41               | Ломинцевское              | Шевелевская            |
| 34  | Горячкино                    | деревня         | ↘514             | Огарёвское                | Костомаровская         |
| 35  | Гремячий Колодезь            | деревня         | 51               | Огарёвское                | Житовская              |
| 36  | Грецовка                     | деревня         | ↘286             | Лазаревское               | Житовская              |
| 37  | Грецовка                     | деревня         | ↘120             | Огарёвское                | Петровская             |
| 38  | Гришинка                     | деревня         | 12               | Огарёвское                | Костомаровская         |
| 39  | Грумант                      | деревня         | 9                | Яснополянское             | Яснополянская          |
| 40  | Даниловка                    | деревня         | 22               | Крапивенское              | Даниловская            |
| 41  | Деминка                      | деревня         | 54               | Ломинцевское              | Шевелевская            |
| 42  | Дома Промкомбината           | посёлок         | 11               | Ломинцевское              | Казначеевская          |
| 43  | Дома Шахты № 2-Западная      | посёлок         | 0                | Яснополянское             | Головеньковская        |
| 44  | Драгуны                      | село            | 6                | Крапивенское              | Даниловская            |
| 45  | Дружба                       | деревня         | 11               | Огарёвское                | Костомаровская         |
| 46  | Елизаветинский               | хутор           | 4                | Лазаревское               | Лукинская              |
| 47  | Жердево                      | село            | 35               | Крапивенское              | Жердевская             |
| 48  | Жилая                        | слобода         | 77               | Крапивенское              | Крапивенская           |
| 49  | Житово                       | посёлок станции | 22               | Огарёвское                | Житовская              |
| 50  | Житово-Глаголево             | деревня         | 45               | Огарёвское                | Житовская              |
| 51  | Житово-Дедово                | деревня         | ↗85              | Огарёвское                | Житовская              |
| 52  | Житово-Лихачево              | деревня         | 47               | Огарёвское                | Житовская              |
| 53  | Залесный                     | посёлок         | 41               | Ломинцевское              | Шевелевская            |
| 54  | Заречье                      | деревня         | 3                | Огарёвское                | Костомаровская         |
| 55  | Заря                         | посёлок         | 13               | Лазаревское               | Лазаревская            |
| 56  | Захаровка                    | деревня         | ↘156             | Крапивенское              | Пришненская            |
| 57  | Змеево                       | село            | 4                | Лазаревское               | Пироговская            |
| 58  | Зубаревка                    | деревня         | 0                | Лазаревское               | Пироговская            |
| 59  | Зыково                       | посёлок         | 9                | Лазаревское               | Лукинская              |
| 60  | Ивановка                     | деревня         | 0                | Огарёвское                | Костомаровская         |
| 61  | Казачье                      | деревня         | 0                | Лазаревское               | Сорочинская            |
| 62  | Казачья                      | слобода         | ↗108             | Крапивенское              | Крапивенская           |
| 63  | Казначеевка                  | деревня         | 81               | Яснополянское             | Яснополянская          |
| 64  | Казначеевский                | посёлок         | ↘23              | Ломинцевское              | Казначеевская          |
| 65  | Каменка                      | деревня         | 4                | Крапивенское              | Пришненская            |
| 66  | Каменка                      | село            | 29               | Крапивенское              | Жердевская             |
| 67  | Каменские Выселки            | деревня         | 0                | Крапивенское              | Жердевская             |
| 68  | Карамышево                   | село            | ↘1672            | Лазаревское               | Карамышевская          |
| 69  | Климовское                   | деревня         | 8                | Крапивенское              | Никольская             |
| 70  | Козловка                     | деревня         | 6                | Яснополянское             | Селивановская          |
| 71  | Козюлькинские Выселки        | деревня         | 0                | Крапивенское              | Жердевская             |
| 72  | Коледино                     | село            | 55               | Яснополянское             | Головеньковская        |
| 73  | Коровики                     | деревня         | 67               | Огарёвское                | Костомаровская         |
| 74  | Корчма                       | деревня         | 0                | Лазаревское               | Лукинская              |
| 75  | Косое                        | деревня         | 9                | Ломинцевское              | Шевелевская            |
| 76  | Костомарово                  | село            | ↗152             | Огарёвское                | Костомаровская         |
| 77  | Кочаки                       | деревня         | 63               | Яснополянское             | Яснополянская          |
| 78  | Крапивенская Слобода         | деревня         | ↗144             | Крапивенское              | Жердевская             |
| 79  | Крапивна                     | село            | ↘1069            | Крапивенское              | Крапивенская           |
| 80  | Красная Слободка             | деревня         | 10               | Яснополянское             | Головеньковская        |
| 81  | Красногорка                  | деревня         | 4                | Огарёвское                | Житовская              |
| 82  | Краснополье                  | деревня         | 39               | Яснополянское             | Головеньковская        |
| 83  | Красные Холмы                | деревня         | 25               | Лазаревское               | Петровская             |
| 84  | Красный                      | посёлок         | 4                | Огарёвское                | Костомаровская         |
| 85  | Кресты                       | деревня         | 62               | Огарёвское                | Житовская              |
| 86  | Кривцово                     | деревня         | 73               | Яснополянское             | Головеньковская        |
| 87  | Кривцово-Солосовка           | деревня         | 26               | Яснополянское             | Головеньковская        |
| 88  | Крутовка                     | деревня         | 6                | Лазаревское               | Головеньковская        |
| 89  | Крутовка                     | деревня         | 43               | Яснополянское             | Лазаревская            |
| 90  | Крутое                       | деревня         | 28               | Лазаревское               | Липовская              |
| 91  | Крюковка                     | деревня         | 15               | Яснополянское             | Селивановская          |
| 92  | Крюковское Лесничество       | посёлок         | 13               | Яснополянское             | Селивановская          |
| 93  | Кузьмино-Доможирово          | деревня         | ↘52              | Крапивенское              | Никольская             |
| 94  | Кузьмино-Кропоткино          | деревня         | ↘7               | Крапивенское              | Никольская             |
| 95  | Кукуевка                     | деревня         | 0                | Огарёвское                | Костомаровская         |
| 96  | Кутеповка                    | деревня         | 65               | Огарёвское                | Житовская              |
| 97  | Кутьма                       | село            | 0                | Крапивенское              | Крапивенская           |
| 98  | Лазарево                     | посёлок         | ↘2208            | Лазаревское               | Лазаревская            |
| 99  | Лазарево                     | посёлок станции | 40               | Лазаревское               | Лазаревская            |
| 100 | Ланское                      | деревня         | 7                | Крапивенское              | Никольская             |
| 101 | Лапино                       | деревня         | 40               | Крапивенское              | Жердевская             |
| 102 | Лапотково                    | село            | ↘256             | Лазаревское               | Лазаревская            |
| 103 | Лесной                       | посёлок         | 2                | Крапивенское              | Крапивенская           |
| 104 | Липово                       | село            | ↘372             | Лазаревское               | Липовская              |
| 105 | Ломинцево                    | село            | ↘114             | Ломинцевское              | Шевелевская            |
| 106 | Ломинцевский                 | посёлок         | ↘2228            | Ломинцевское              | Ломинцевская           |
| 107 | Ломовка                      | деревня         | ↗127             | Лазаревское               | Лазаревская            |
| 108 | Лукино                       | деревня         | ↘447             | Лазаревское               | Лукинская              |
| 109 | Львово                       | деревня         | 3                | Лазаревское               | Липовская              |
| 110 | Ляпищево                     | село            | ↘127             | Лазаревское               | Новоникольская         |
| 111 | Маевка                       | посёлок         | 0                | Ломинцевское              | Шевелевская            |
| 112 | Майский                      | посёлок         | 505              | Огарёвское                | Житовская              |
| 113 | Майский                      | посёлок         | 24               | Яснополянское             | Головеньковская        |
| 114 | Макеевка                     | деревня         | 0                | Яснополянское             | Головеньковская        |
| 115 | Малахово                     | деревня         | 3                | Огарёвское                | Костомаровская         |
| 116 | Малахово                     | деревня         | 29               | Яснополянское             | Головеньковская        |
| 117 | Малая Браженка               | деревня         | 0                | Яснополянское             | Селивановская          |
| 118 | Малая Кожуховка              | деревня         | 25               | Ломинцевское              | Шевелевская            |
| 119 | Малая Мостовая               | деревня         | 26               | Огарёвское                | Житовская              |
| 120 | Малая Хатунка                | деревня         | 7                | Яснополянское             | Селивановская          |
| 121 | Малое Тризново               | деревня         | 3                | Крапивенское              | Жердевская             |
| 122 | Малые Озерки                 | деревня         | 60               | Огарёвское                | Житовская              |
| 123 | Малынь                       | село            | ↘350             | Крапивенское              | Даниловская            |
| 124 | Мармыжи                      | деревня         | 0                | Лазаревское               | Петровская             |
| 125 | Минино                       | деревня         | 2                | Крапивенское              | Никольская             |
| 126 | Михайловка                   | деревня         | 9                | Лазаревское               | Лукинская              |
| 127 | Московская                   | слобода         | ↘378             | Крапивенское              | Крапивенская           |
| 128 | Московские Выселки           | деревня         | 0                | Крапивенское              | Пришненская            |
| 129 | Мостовской                   | посёлок         | 14               | Ломинцевское              | Шевелевская            |
| 130 | Музей-Усадьба Л. Н. Толстого | посёлок         | ↘184             | Яснополянское             | Яснополянская          |
| 131 | Мясновка                     | деревня         | 17               | Огарёвское                | Житовская              |
| 132 | Мясновка                     | деревня         | 34               | Огарёвское                | Костомаровская         |
| 133 | Мясоедово                    | село            | ↘155             | Ломинцевское              | Шевелевская            |
| 134 | Нагорный                     | посёлок         | ↘148             | Огарёвское                | Житовская              |
| 135 | Натальевка                   | деревня         | 1                | Лазаревское               | Лазаревская            |
| 136 | Наумовка                     | деревня         | 22               | Огарёвское                | Костомаровская         |
| 137 | Нератное                     | деревня         | 4                | Яснополянское             | Селивановская          |
| 138 | Нижнее Гайково               | деревня         | 43               | Лазаревское               | Лазаревская            |
| 139 | Нижние Суры                  | деревня         | 5                | Огарёвское                | Житовская              |
| 140 | Николаевка                   | деревня         | 8                | Лазаревское               | Карамышевская          |
| 141 | Николаевка                   | деревня         | 0                | Яснополянское             | Селивановская          |
| 142 | Никольское                   | село            | ↗314             | Крапивенское              | Никольская             |
| 143 | Новое Русаново               | деревня         | 5                | Крапивенское              | Жердевская             |
| 144 | Новоникольское               | село            | ↘86              | Лазаревское               | Новоникольская         |
| 145 | Новоселки                    | деревня         | 6                | Огарёвское                | Костомаровская         |
| 146 | Новые Выселки                | деревня         | 39               | Огарёвское                | Костомаровская         |
| 147 | Новый Мир                    | посёлок         | 2                | Крапивенское              | Никольская             |
| 148 | Новый Парк                   | посёлок         | 7                | Лазаревское               | Карамышевская          |
| 149 | Образцово                    | деревня         | 8                | Крапивенское              | Крапивенская           |
| 150 | Огаревка                     | деревня         | 65               | Огарёвское                | Житовская              |
| 151 | Огарёвка                     | посёлок         | ↗2793            | Огарёвское                | Костомаровская         |
| 152 | Октябрьский                  | посёлок         | 92               | Ломинцевское              | Ломинцевская           |
| 153 | Орлово                       | деревня         | ↘90              | Крапивенское              | Жердевская             |
| 154 | Островский                   | посёлок         | 1                | Крапивенское              | Никольская             |
| 155 | Павлово                      | деревня         | 10               | Крапивенское              | Никольская             |
| 156 | Панарино                     | деревня         | 50               | Ломинцевское              | Шевелевская            |
| 157 | Переволоки                   | деревня         | 10               | Яснополянское             | Селивановская          |
| 158 | Переволоки-Возвратные        | деревня         | 16               | Яснополянское             | Селивановская          |
| 159 | Петровское                   | деревня         | 8                | Лазаревское               | Петровская             |
| 160 | Пироговка-Соковнино          | деревня         | 47               | Яснополянское             | Головеньковская        |
| 161 | Пироговка-Ульяновка          | деревня         | 46               | Яснополянское             | Головеньковская        |
| 162 | Пирогово 1-е                 | село            | ↘164             | Лазаревское               | Пироговская            |
| 163 | Пирогово 2-е                 | село            | ↘28              | Лазаревское               | Пироговская            |
| 164 | Пирогово-Зыково              | село            | 9                | Лазаревское               | Лукинская              |
| 165 | Подиваньково                 | деревня         | ↗188             | Ломинцевское              | Шевелевская            |
| 166 | Ползово                      | деревня         | 0                | Лазаревское               | Новоникольская         |
| 167 | Потемкино                    | село            | 1                | Яснополянское             | Головеньковская        |
| 168 | Приволье                     | посёлок         | 58               | Лазаревское               | Карамышевская          |
| 169 | Пришня                       | село            | ↘782             | Крапивенское              | Пришненская            |
| 170 | Проскурино                   | деревня         | ↘180             | Крапивенское              | Жердевская             |
| 171 | Прощенный Колодезь           | посёлок         | 5                | Лазаревское               | Лазаревская            |
| 172 | Пруды                        | село            | 3                | Крапивенское              | Карамышевская          |
| 173 | Пруды                        | посёлок         | 38               | Лазаревское               | Крапивенская           |
| 174 | Пушкарская                   | слобода         | ↘127             | Крапивенское              | Крапивенская           |
| 175 | Пушкарские Выселки           | посёлок         | 2                | Лазаревское               | Лазаревская            |
| 176 | Пушкино                      | деревня         | 3                | Лазаревское               | Липовская              |
| 177 | Раздолье                     | посёлок         | 47               | Лазаревское               | Лазаревская            |
| 178 | Редочь                       | посёлок         | 0                | Крапивенское              | Жердевская             |
| 179 | Ретинка                      | деревня         | 11               | Лазаревское               | Карамышевская          |
| 180 | Речка-Крапивенка             | деревня         | 5                | Лазаревское               | Лазаревская            |
| 181 | Ржаво                        | село            | ↘100             | Лазаревское               | Сорочинская            |
| 182 | Ровки 1-е                    | село            | 50               | Лазаревское               | Новоникольская         |
| 183 | Ровки 2-е                    | село            | 27               | Лазаревское               | Новоникольская         |
| 184 | Рудный                       | посёлок         | 50               | Ломинцевское              | Казначеевская          |
| 185 | Русиновка                    | деревня         | 33               | Яснополянское             | Головеньковская        |
| 186 | Рязановка                    | деревня         | 32               | Лазаревское               | Петровская             |
| 187 | Садовый                      | посёлок         | 9                | Огарёвское                | Костомаровская         |
| 188 | Самохваловка                 | деревня         | 40               | Яснополянское             | Головеньковская        |
| 189 | Сатинка                      | деревня         | 0                | Огарёвское                | Костомаровская         |
| 190 | Свобода                      | посёлок         | 60               | Крапивенское              | Никольская             |
| 191 | Селиваново                   | село            | ↘1146            | Яснополянское             | Селивановская          |
| 192 | Семеновский                  | хутор           | 1                | Лазаревское               | Лукинская              |
| 193 | Скворцово                    | деревня         | 0                | Лазаревское               | Сорочинская            |
| 194 | Скородумово                  | деревня         | 4                | Лазаревское               | Пироговская            |
| 195 | Смирное                      | деревня         | 22               | Ломинцевское              | Шевелевская            |
| 196 | Солова                       | деревня         | 56               | Лазаревское               | Карамышевская          |
| 197 | Соломасово                   | деревня         | 19               | Ломинцевское              | Шевелевская            |
| 198 | Сорочинка                    | деревня         | ↘418             | Лазаревское               | Сорочинская            |
| 199 | Социалистический             | посёлок         | 2051             | Ломинцевское              | Ломинцевская           |
| 200 | Спасское                     | село            | 1                | Лазаревское               | Пироговская            |
| 201 | Спасское                     | село            | 15               | Яснополянское             | Селивановская          |
| 202 | Спицино                      | деревня         | 21               | Огарёвское                | Костомаровская         |
| 203 | Старая Колпна                | село            | ↘274             | Ломинцевское              | Шевелевская            |
| 204 | Старая Крапивенка            | деревня         | 3                | Лазаревское               | Лазаревская            |
| 205 | Старое Русаново              | деревня         | 7                | Крапивенское              | Жердевская             |
| 206 | Старые Выселки               | деревня         | 57               | Огарёвское                | Костомаровская         |
| 207 | Стаханово                    | деревня         | 1                | Крапивенское              | Крапивенская           |
| 208 | Стублевка                    | деревня         | 37               | Лазаревское               | Петровская             |
| 209 | Сукроменка                   | деревня         | 4                | Лазаревское               | Карамышевская          |
| 210 | Сумароково                   | село            | 48               | Лазаревское               | Новоникольская         |
| 211 | Сумароково                   | посёлок станции | 20               | Лазаревское               | Новоникольская         |
| 212 | Супруты                      | село            | 47               | Крапивенское              | Никольская             |
| 213 | Тележинка                    | деревня         | 12               | Яснополянское             | Селивановская          |
| 214 | Телятинки                    | деревня         | ↘189             | Яснополянское             | Яснополянская          |
| 215 | Теренино                     | деревня         | 2                | Крапивенское              | Крапивенская           |
| 216 | Технический                  | посёлок         | 2                | Огарёвское                | Костомаровская         |
| 217 | Туры                         | деревня         | 10               | Лазаревское               | Карамышевская          |
| 218 | Умчено                       | деревня         | 2                | Крапивенское              | Крапивенская           |
| 219 | Усть-Колпна                  | деревня         | 36               | Ломинцевское              | Шевелевская            |
| 220 | Фоминка                      | деревня         | 16               | Лазаревское               | Лазаревская            |
| 221 | Харино                       | деревня         | 5                | Огарёвское                | Костомаровская         |
| 222 | Хмелевец-Быстрый             | деревня         | 22               | Огарёвское                | Житовская              |
| 223 | Хмелевец-Крюково             | деревня         | 60               | Огарёвское                | Житовская              |
| 224 | Хутор Озерки                 | деревня         | 17               | Яснополянское             | Головеньковская        |
| 225 | Царево                       | село            | ↗275             | Лазаревское               | Пироговская            |
| 226 | Центральный                  | посёлок         | ↗106             | Лазаревское               | Лазаревская            |
| 227 | Чермошня                     | деревня         | 42               | Лазаревское               | Липовская              |
| 228 | Чириково                     | деревня         | 6                | Крапивенское              | Даниловская            |
| 229 | Шахтерский                   | посёлок         | ↘182             | Огарёвское                | Житовская              |
| 230 | Шахты-20                     | посёлок         | 132              | Ломинцевское              | Казначеевская          |
| 231 | Шахты-21                     | посёлок         | 253              | Ломинцевское              | Казначеевская          |
| 232 | Шахты-22                     | посёлок         | 55               | Ломинцевское              | Ломинцевская           |
| 233 | Шахты-24                     | посёлок         | 160              | Ломинцевское              | Ломинцевская           |
| 234 | Шахты-25                     | посёлок         | 92               | Ломинцевское              | Ломинцевская           |
| 235 | Шевелевка                    | деревня         | ↘358             | Ломинцевское              | Шевелевская            |
| 236 | Шевелевка                    | посёлок станции | 31               | Огарёвское                | Житовская              |
| 237 | Шлыково                      | деревня         | 5                | Крапивенское              | Никольская             |
| 238 | Шмыгаловка                   | деревня         | 1                | Лазаревское               | Лазаревская            |
| 239 | Шушково                      | деревня         | 8                | Крапивенское              | Никольская             |
| 240 | Щёкино                       | деревня         | 28               | Ломинцевское              | Шевелевская            |
| 241 | Юбилейный                    | посёлок         | ↗816             | Яснополянское             | Яснополянская          |
| 242 | Юрьевка                      | деревня         | 16               | Яснополянское             | Селивановская          |
| 243 | Ягодное                      | деревня         | 27               | Огарёвское                | Костомаровская         |
| 244 | Яньково                      | деревня         | 6                | Огарёвское                | Костомаровская         |
| 245 | Ярцево                       | деревня         | 6                | Крапивенское              | Крапивенская           |
| 246 | Ясенки                       | деревня         | ↗208             | Яснополянское             | Яснополянская          |
| 247 | Ясенки                       | посёлок         | ↘3               | Яснополянское             | Яснополянская          |
| 248 | Ясная Поляна                 | деревня         | ↘814             | Яснополянское             | Яснополянская          |
| 249 | Яснополянские Выселки        | посёлок         | ↗96              | Яснополянское             | Яснополянская          |
| 250 | Ястребовка                   | деревня         | 6                | Крапивенское              | Пришненская            |
| 251 | 10-й Октябрь                 | посёлок         | ↘404             | Огарёвское                | Житовская              |

Огарёвка была в 1933—2014 гг. посёлком городского типа (рабочим посёлком), Ломинцевский — в 1956—2005 гг.
Упразднённые населённые пункты:
- 1986 год — посёлок Водный Никольского сельсовета, деревня Крюковка Даниловского сельсовета[39]

## Экономика

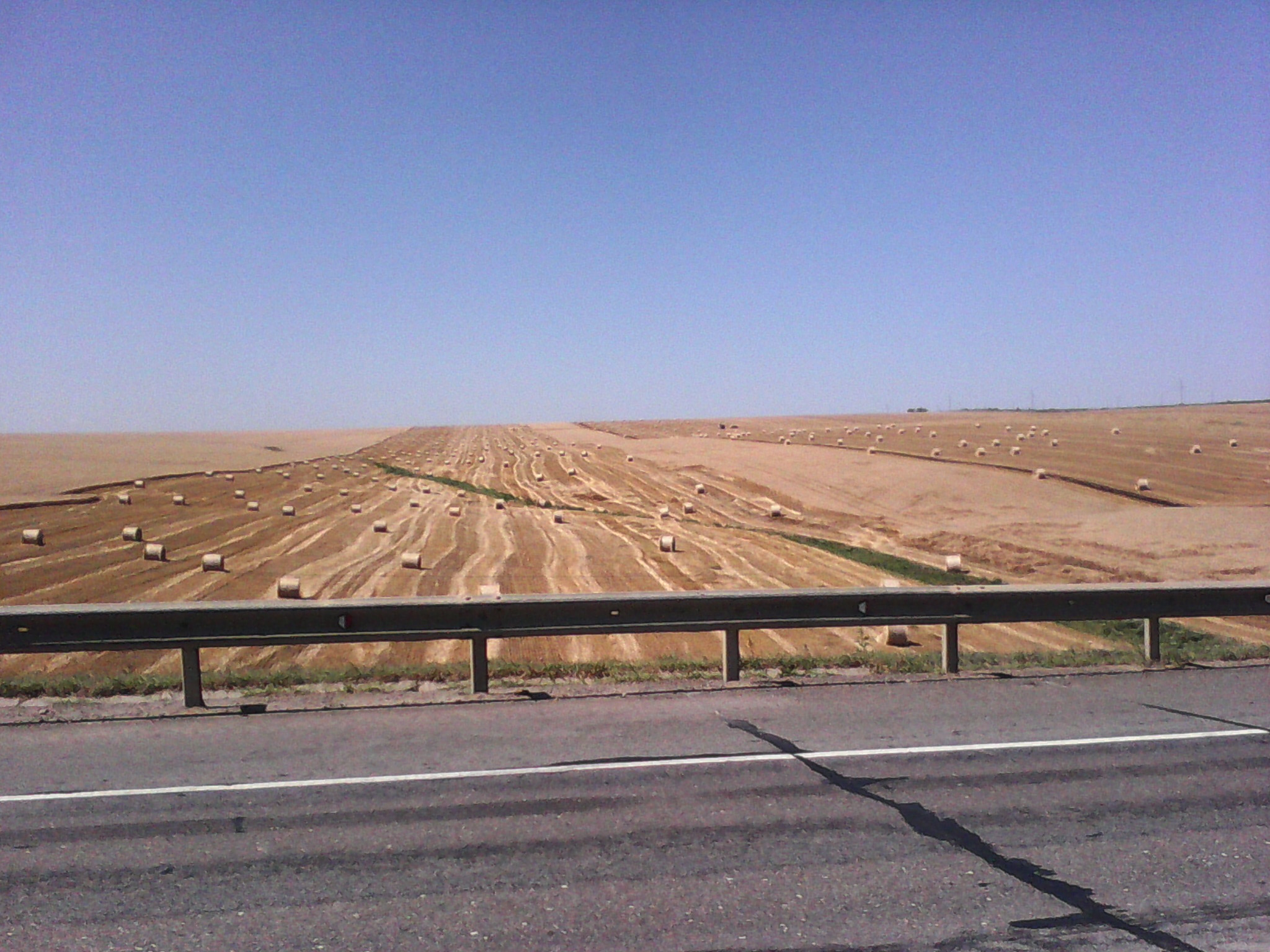
Уборочная в Щёкинском районе

Ведущими предприятиями района являются предприятия химической промышленности, промышленности строительных материалов, сельского хозяйства. Промышленная отрасль представлена такими крупными предприятиями как ОАО «Щекиноазот», филиал ООО «ЭССИТИ» в Советске, филиал ОАО «Газэнергосервис» — завод «РТО», ОАО «Щекинская городская электросеть», филиал «Щекиномежрайгаз», группы компаний «ТехноСтиль», ООО «Ди Ферро» и другие, всего около 30 производств.

## Транспорт
Щёкинский район располагает развитой транспортной сетью, по которой осуществляются грузовые и пассажирские перевозки. Территорию района пересекают важные стратегические автомобильные дороги: федерального значения Москва — Симферополь, областного значения Тула—Щёкино и крупная железнодорожная магистраль Москва — Курск, связывающие Щёкинский район с областным центром г. Тулой и другими областями России.

## Культура

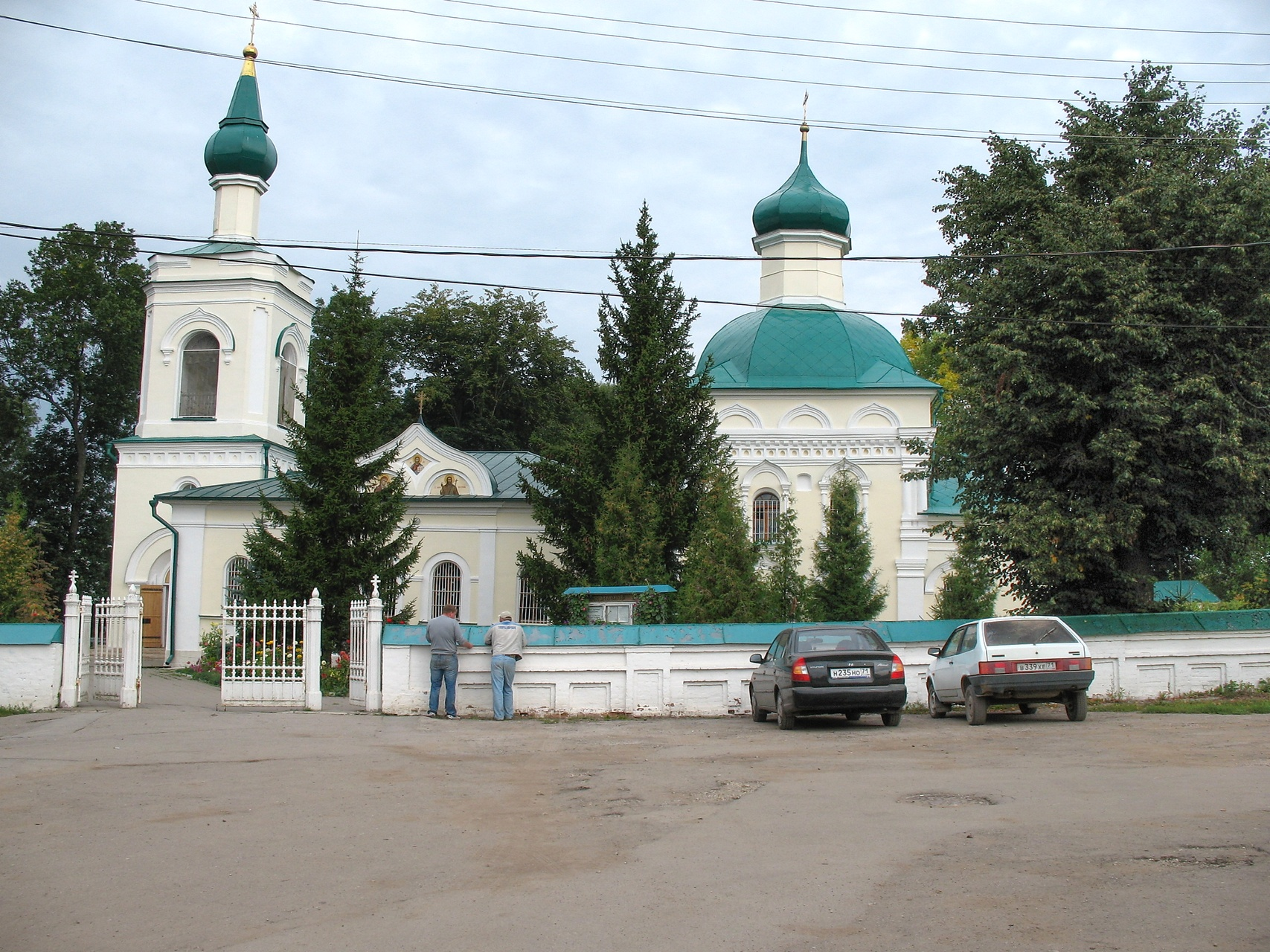
Никольская церковь в деревне Кочаки

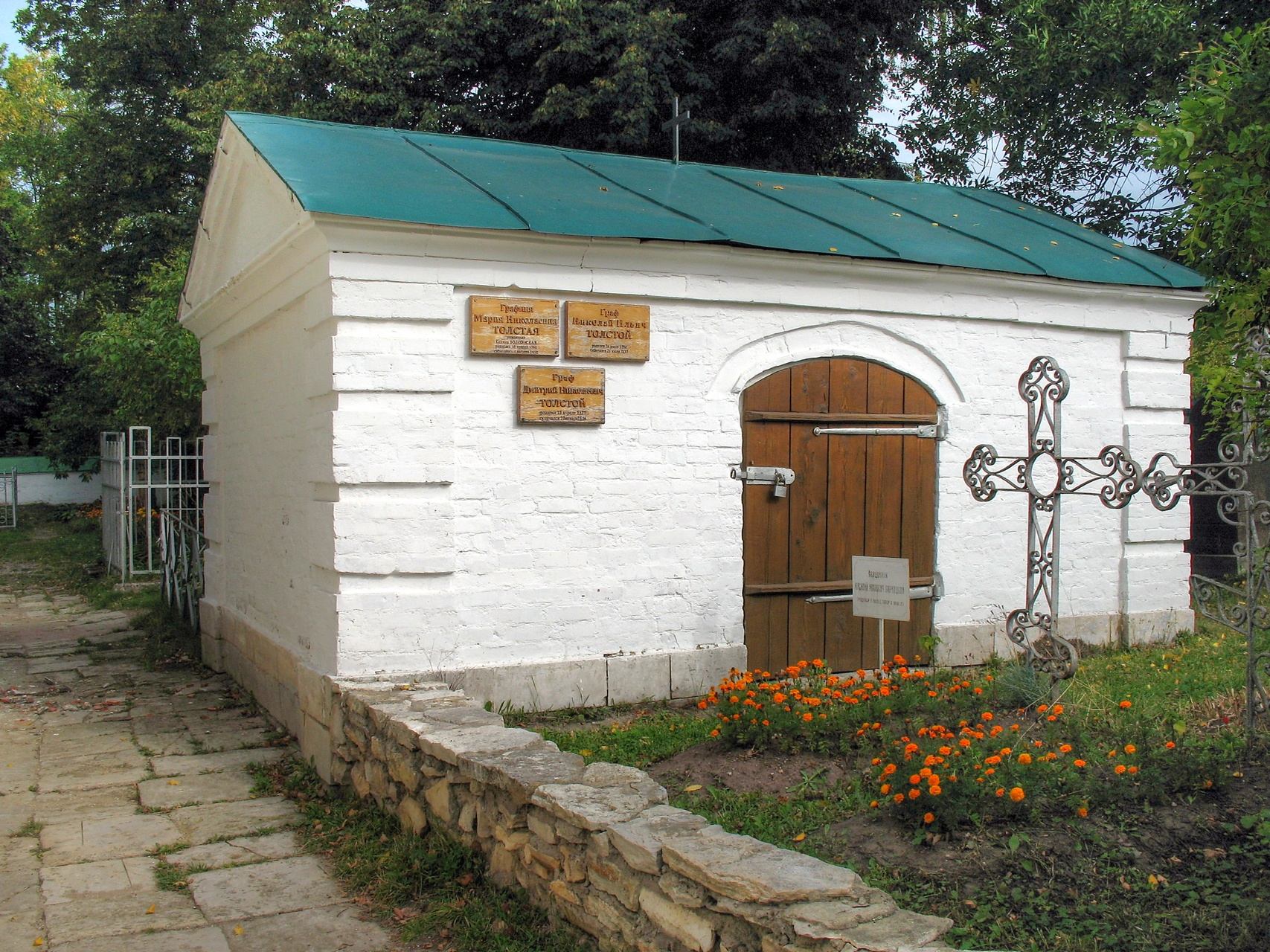
Склеп Толстых

В настоящее время в Щёкинском районе находится 58 объектов культурного наследия (памятников истории и культуры), из них 16 — федерального значения, представляющие собой уникальную ценность для всего многонационального народа Российской Федерации и являющиеся неотъемлемой частью всемирного культурного наследия. С точки зрения культурной и исторической ценности, а также вопросов перспективного развития сферы наибольший интерес представляют следующие объекты:
- Музей-усадьба Л. Н. Толстого «Ясная Поляна» и прилегающие объекты культурного наследия, в том числе некрополь рода Толстых и Никольская церковь в селе Кочаки, ж/д станция Козлова Засека;
- село Крапивна — хорошо сохранившееся историческое поселение, типичный русский уездный город XIX века;
- Супрутское городище — поселение славян конца 1 тысячелетия н. э.;
- село Мясоедово, принадлежавшее П. Н. Мясоедову, лицейскому товарищу А. С. Пушкина, и расположенная там церковь Введения во храм Пресвятой Богородицы (1681);
- селе Лапотково, принадлежавшее дворянскому роду Лазаревых, усадьбу которых посещала Екатерина II;
- дом Марии Николаевны Толстой в усадьбе Малое Пирогово;
- Тула-Лихвинская узкоколейная железная дорога;
- ГОУ СПО «Крапивенский лесхоз-техникум» и его уникальный дендрарий.

Муниципальные учреждения культуры Щёкинского района представлены:
- учреждениями культурно-досугового типа (20 объектов);
- библиотечными учреждениями муниципального образования Щёкинский район (27 библиотек);
- образовательными учреждениями дополнительного образования детей (4 музыкальные школы);
- Щёкинским художественно-краеведческим музеем.

Культурные мероприятия учреждений культуры Щёкинского района:
- Проведение праздников народного и православного календаря, сел и деревень, фольклорных праздников, дней славянской письменности и культуры. Наиболее крупным событием является ежегодный «Фестиваль крапивы» в с. Крапивна.
- Возрождение народных традиций, промыслов и ремесел.
- Организация выставок.
- Поддержка самодеятельных творческих коллективов.
- Развитие дополнительного художественного образования и поддержка юных дарований.
- Развитие деятельности любительских клубных формирований.

Кроме всего прочего, с 2005 года в Щёкинском районе проходит рок-фестиваль под открытым небом «Кромка лета». Фестиваль проходит в последних числах августа, 2 или 3 дня. В нём принимают участие молодые музыкальные команды Тульской области: Тутай, Ворон Кутха, Аркаим, Деникин спирт, Город Н. и др., так же приглашаются команды из других городов и областей.

## Туризм
Маршрут — Музей-усадьба Л. Н. Толстого «Ясная Поляна» и прилегающие объекты культурного наследия, в том числе некрополь рода Толстых и Никольская церковь в д. Кочаки, ж/д станция Козлова Засека;
Маршрут — с. Крапивна — хорошо сохранившееся историческое поселение, типичный русский уездный город XIX века;
Маршрут — г. Щёкино — МАУК «Щёкинский художественно-краеведческий музей»;
Информационно-исторический маршрут «Вехи истории» (экскурсии по городским улицам и достопримечательностям г. Щёкино).

## Археология
- Супрутское городище вятичей на реке Упе, разрушенное в 910—915 годах. Супрутские серебряные полые пронизи в виде трёх соединённых шариков, спаянные из двух половинок, имеют ближайшие аналогии с пронизками из клада, найденного на Новотроицком городище роменской культуры на Сумщине, и в материалах Великой Моравии[42].
- У деревни Гора Услань открыто одноимённое городище, заселённое с начала раннего железного века (VIII век до н. э.) по V—IV века до н. э., где были обнаружены скифские наконечники стрел[43].

## Достопримечательности
- На территории района находится крупный памятник истории и культуры — музей усадьба великого русского писателя, философа и общественного деятеля Л. Н. Толстого «Ясная Поляна».
- Из архитектурных объектов в Щёкинском районе первое место занимает прекрасный образец позднего древнерусского зодчества Никольская церковь (конец XVII века), расположенная на кладбище в п Временный. Несомненный интерес представляет Никольская церковь в с. Крапивна, выполнена в стиле барокко (1759−1764). Гражданская архитектура представлена домом бывшего земского казначейства (середина XIX века), также находящегося в Крапивне.
- Среди других памятных мест Щёкинского района известно с. Мясоедово (ныне Новоникольское), принадлежавшее П. Н. Мясоедову, лицейскому товарищу А. С. Пушкина. В с. Лапотково, входившего в состав огромного имения магнатов Лазаревых, где останавливались в разное время русские цари Пётр I, Александр I, Екатерина II, Николай I, полководец А. В. Суворов, поэты и писатели А. С. Пушкин, М. Ю. Лермонтов, А. С. Грибоедов, И. С. Тургенев и др.
- Со Щёкинской землёй связаны судьбы многих замечательных людей. Среди них декабристы братья Крюковы, ученые Чернопятов В. И., Шренк А. И., Константинов П. Н., Ростовцев Н. Ф., врач-хирург Чулков И. П., киноактёр Ю. Горобец, певец и композитор И. Тальков, космонавт С. Залетин и многие другие.
- В селе Новоникольское (расположенном недалеко от Лазарево) сохранилась величественное здание Церкви Покрова Пресвятой Богородицы, которое находится в запустении.